# Font de la Menta
La Font de la Menta és una font del terme municipal d'Abella de la Conca, a la comarca del Pallars Jussà, a la vall de Carreu.
Està situada a 1.395,5 metres d'altitud, al sud-est de l'antiga casa de Capdecarreu, una mica per damunt seu. És a tocar del Camí de Carreu, a prop, dessota i a ponent del coll de Llívia.

## Etimologia
Es tracta d'un topònim format a partir de l'arrel romànica mont-, del llatí mons, amb el mateix significat.